# Lei Habsburgo

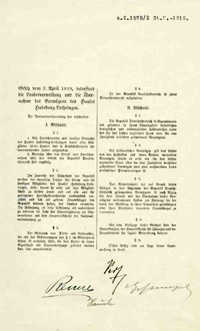
A Lei dos Habsburgos

A Lei Habsburgo ou Lei dos Habsburgos (Habsburgergesetz, na íntegra, a Lei Relativa à Expulsão e à Tomada de Posse dos Bens da Casa de Habsburgo-Lorena, Gesetz vom 3. April de 1919 betreffend die Landesverweisung und die Übernahme des Vermögens des Hauses Habsburg-Lothringen) foi uma lei originalmente aprovada pela Assembleia Constituinte (Konstituierende Nationalversammlung) da República da Áustria Alemã, um dos estados sucessores da dissolvida Áustria-Hungria, em 3 de abril de 1919. A lei destronou a Casa de Habsburgo-Lorena como governantes do país, que havia se declarado uma república em 12 de novembro de 1918, exilou-os e confiscou suas propriedades. A Lei Habsburgo foi revogada em 1935 e a família Habsburgo recebeu de volta suas propriedades. Entretanto, em 1938, após o Anschluss, os nazistas reintroduziram a Lei dos Habsburgos, e ela foi mantida quando a Áustria recuperou sua independência após a Segunda Guerra Mundial.
A lei foi considerada uma violação dos direitos humanos e, por esta razão, a Áustria foi forçada a revogar grandes partes dela, nomeadamente a proibição de entrada de membros da família Habsburgo na Áustria, antes de serem admitidos na União Europeia em 1995. Depois que um relatório da Organização para a Segurança e Cooperação na Europa (OSCE) criticou a proibição de membros da família Habsburgo concorrerem à presidência da Áustria, essa disposição também foi retirada em junho de 2011 pelo parlamento austríaco. Embora a lei ainda esteja em vigor, é considerada em grande parte obsoleta, com a notável excepção do confisco dos bens da família, em vigor desde 1938. 

## Primeira República
Em 11 de novembro de 1918, o Imperador Carlos I, aconselhado pelos ministros de seu último governo Imperial e Real, bem como pelos ministros da Áustria Alemã, emitiu uma proclamação renunciando ao seu direito de participar dos assuntos de estado austríacos. Ele também liberou os oficiais da metade ocidental (austríaca) do Reino dos Habsburgos do juramento de lealdade a ele. No dia seguinte, a Assembleia Nacional Provisória (Provisorische Nationalversammlung) da Áustria Alemã, que reivindicava autoridade sobre as porções de língua alemã das terras ocidentais dos Habsburgos (principalmente as províncias do Danúbio e dos Alpes), proclamou a Áustria Alemã uma república e anunciou sua união com a República de Weimar. 
Na noite após sua proclamação, Carlos I e sua família deixaram o Palácio de Schönbrunn, em Viena, e se mudaram para o Schloss Eckartsau, a leste da cidade, que na época pertencia aos Fundos da Família Habsburgo. Lá, ele foi visitado por uma delegação húngara e em 13 de novembro assinou uma proclamação semelhante para o Reino da Hungria. 
Embora essas proclamações tenham sido às vezes interpretadas como abdicações, Carlos não abdicou formalmente, pretendendo manter sua liberdade de ação caso o povo de qualquer uma das nações o convocasse. O novo governo republicano da Áustria, desconfortável com esta situação, deu a Carlos três opções: (1) abdicar formalmente e permanecer na Áustria como cidadão privado, (2) deixar o país ou (3) ser internado. 
Com a ajuda do tenente-coronel Edward Lisle Strutt, um oficial do exército britânico enviado pelo rei Jorge V, que ficou chocado com o destino de seus parentes russos, em 23 de março, Carlos e sua família partiram de Eckartsau para a Suíça no antigo trem imperial, Carlos vestindo um uniforme de marechal de campo. Antes de cruzar a fronteira na manhã de 24 de março de 1919 e vestir roupas civis, ele emitiu o Manifesto Feldkircher, reiterando suas reivindicações de soberania e declarando que qualquer decisão da Assembleia Nacional Austro-Austríaca relativa à questão era "nula e sem efeito para mim e minha Casa". Autoridades do novo governo republicano ficaram irritadas com o fato de Carlos ter deixado a Áustria sem abdicar explicitamente. Assim, em 3 de abril, o parlamento germano-austríaco, por iniciativa do chanceler Karl Renner, aprovou a Lei Habsburgo. 
A lei retirou os direitos soberanos dos Habsburgos e baniu todos os Habsburgos do território austríaco. Carlos foi impedido de retornar à Áustria novamente. Outros Habsburgos só foram autorizados a retornar se renunciassem a todas as reivindicações dinásticas e aceitassem o status de cidadãos privados. Os bens do estado que estavam sob a administração da corte imperial, os chamados Hofärar, foram colocados sob a gestão do governo. Os fundos privados e familiares da Casa de Habsburgo, propriedade familiar comum administrada pelo respectivo chefe da casa, foram expropriados e transferidos para propriedade estatal. A propriedade privada pessoal foi preservada. 
Também em 3 de abril, a nobreza foi abolida na Áustria Alemã, com a Lei sobre a Abolição da Nobreza. 
A família exigiu que várias dotações e fundos fossem colocados à sua disposição como propriedade privada pessoal; em resposta a isso, e para esclarecer ambiguidades relacionadas a isso, a Lei Habsburgo foi alterada em 30 de outubro de 1919, retroativamente a 3 de abril, registrando expressamente quais dos fundos ou dotações reivindicados, em particular, deveriam ser considerados expropriados. 
Quando a Constituição Austríaca entrou em vigor em 1920, a Lei dos Habsburgos foi transformada em lei constitucional. Entretanto, as disposições da Lei dos Habsburgos relativas à expropriação não foram expressamente colocadas em vigor em Burguenlândia em 1922 (assim como a Lei sobre a Abolição da Nobreza), quando a cidade se tornou parte da Áustria. O objetivo era tornar os aristocratas de Burguenlândia (que incluíam membros da família Habsburgo) mais pró-austríacos, por razões pragmáticas. A estranheza de uma regra constitucional não se aplicar a toda a república só foi "reparada" em 2008, quando uma lei constitucional federal declarou que, a partir de 1º de janeiro de 2008, a Lei Habsburgo seria válida em toda a Áustria. 

## Estado da Áustria e a Era Nazista
A Lei dos Habsburgos foi rebaixada pelo Chanceler Federal Kurt Schuschnigg em 13 de julho de 1935, na época do Ständestaat (Estado dos Estados) austrofascista, do status de lei constitucional para o de lei normal; a proibição de certos Habsburgos de entrar no país foi suspensa. O "Fundo de Provisão Familiar" da família Habsburgo foi restaurado, e propriedades substanciais foram devolvidas ao fundo. 
Após o Anschluss, o Reichsstatthalter Arthur Seyss-Inquart, chefe do "Governo Estadual Austríaco", promulgou a "Lei sobre o cancelamento da transferência de propriedade para a Casa de Habsburgo-Lorena", em 14 de março de 1939, com base em um decreto pessoal do Führer; assim, a propriedade passou sem compensação para o "Land Austria", parte do Terceiro Reich. 

## Segunda República
Em 1945, a Segunda República pôs novamente em vigor a Constituição de 1920/1929, segundo sua versão de 1933, e com ela também a Lei Habsburgo de 1919. Com a Lei de Transição Constitucional, todas as leis constitucionais promulgadas entre 1933 e 1945, e todas as leis que não eram compatíveis com a constituição em vigor até 1933, foram revogadas. Assim, a situação jurídica da Primeira República foi restaurada. 
Em 1955, a pedido explícito da URSS, a Lei dos Habsburgos tornou-se parte do Tratado do Estado Austríaco. 
A partir de 1960, muitos membros da Casa Habsburgo-Lorena assinaram a renúncia. Em 1961, também foi assinado pelo arquiduque Otto von Habsburg, filho de Charles, que sucedeu seu pai como chefe da casa após a morte deste em 1922. Sua entrada foi adiada até 1966 pela crise dos Habsburgos, na qual a validade legal de sua declaração foi questionada. Neste contexto, o Conselho Nacional decidiu interpretar a Lei dos Habsburgos de forma autêntica, com a maioria do Partido Social-Democrata (SPÖ) e do Partido da Liberdade Austríaco (FPÖ). A permissão de entrada foi concedida à última imperatriz, Zita de Bourbon-Parma, sem renúncia, em 1982, porque ela era uma Habsburgo apenas por casamento e, portanto, não podia reivindicar o trono imperial. 
Os membros da família Habsburgo e outras famílias "que governaram antes" têm, de acordo com o artigo 60, parágrafo 3 da constituição federal, os mesmos direitos e possibilidades que quaisquer outros austríacos, exceto a impossibilidade de servir como presidente federal. Em 2010, Ulrich Habsburg-Lothringen, morador da Caríntia, tentou sem sucesso ser aceito como candidato nas eleições presidenciais federais. 
O Painel de Arbitragem do Fundo Geral de Compensação para Vítimas do Nacional-Socialismo (decisões 5/2004, 6/2004, 7/2004) declarou que não tem jurisdição sobre os pedidos da família Habsburgo, por razões de direito constitucional e internacional. Em uma reclamação subsequente da família Habsburgo sobre decisões do Painel de Arbitragem, o tribunal constitucional austríaco declarou que não tem jurisdição. 